# Srebrenko Repčić
Srebrenko Repčić (ur. 1 grudnia 1954 w Šamacu) – bośniacki piłkarz występujący na pozycji pomocnika. Reprezentant Jugosławii. Trener piłkarski.

## Kariera klubowa
Repčić treningi rozpoczął w zespole FK Borac Šamac. W 1973 roku przeszedł do FK Sloga Doboj, a w 1975 roku został graczem pierwszoligowego klubu FK Sarajevo. Jego barwy reprezentował przez cztery sezony, a potem odszedł do innego pierwszoligowca, Crvenej zvezdy. W sezonach 1979/1980 oraz 1980/1981 wywalczył z nią mistrzostwo Jugosławii, a w sezonie 1981/1982 wicemistrzostwo Jugosławii oraz Puchar Jugosławii.
W 1983 roku Repčić przeszedł do tureckiego Fenerbahçe SK. W sezonie 1983/1984 został w jego barwach wicemistrzem Turcji, a w sezonie 1984/1985 mistrzem tego kraju. W 1985 roku przeniósł się do belgijskiego Standardu Liège. W sezonie 1985/1986 zajął z nim 3. miejsce w pierwszej lidze belgijskiej, a w sezonie 1987/1988 dotarł do finału Pucharu Belgii.
W 1988 roku Repčić odszedł do francuskiego drugoligowca, En Avant Guingamp, gdzie po jednym sezonie zakończył karierę.

## Kariera reprezentacyjna
W reprezentacji Jugosławii Repčić wystąpił jeden raz, 22 marca 1980 w wygranym 2:1 towarzyskim meczu z Urugwajem. W tym samym roku został powołany do kadry na Letnie Igrzyska Olimpijskie, zakończone przez Jugosławię na 4. miejscu.